# Lucio Calpurnio Pisón Cesonino
Lucio Calpurnio Pisón Cesonino (101-43 a. C.) fue un político y militar romano perteneciente a la gens Calpurnia.
Fue suegro de Julio César, con cuyo apoyo alcanzó el consulado en el año 58 a. C. Según se informa, era seguidor de una escuela de epicureísmo que había sido modificada para adaptarse a los políticos, ya que el propio epicureísmo favorecía la retirada de la política. Cicerón lo describe de manera muy negativa en varios de sus escritos, pero como Pisón fue un enemigo político y personal del orador, no resulta tan atendible.
En latín, su nombre era L. Calpurnius L. f. L. n. Men. Piso Caesoninus.

## Familia
Pisón fue miembro de los Calpurnios Pisones, una familia de la gens Calpurnia, e hijo de Lucio Calpurnio Pisón Cesonino (un oscuro cuestor de principios del siglo I a. C.) y de Calvencia (mujer miembro de una acaudalada familia de la villa de Placentia).
Estuvo casado con Rutilia, hija de Publio Rutilio Nudo (quizá uno de los cuestores del año 73 a. C.), con quien fue padre de Calpurnia, la última esposa de Julio César, y Lucio Calpurnio Pisón.

## Carrera pública

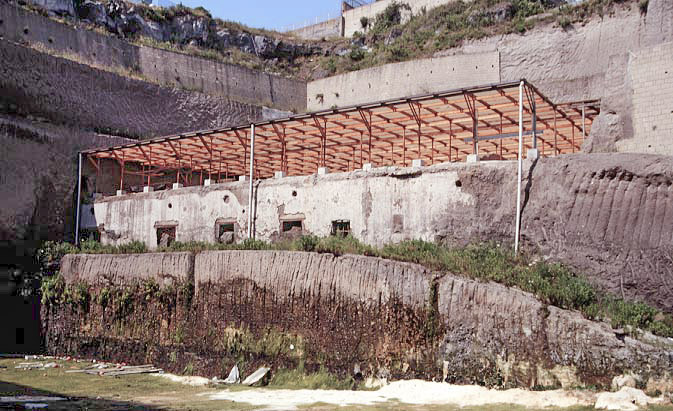
Ruinas de la villa

Es mencionado por primera vez en 59 a. C., cuando ―con 42 años de edad― fue llevado a juicio por el tribuno de la plebe Clodio por saquear una provincia que había administrado como propretor y fue absuelto con bastante dificultad.
El mismo año su hija Calpurnia se casó con Julio César y por la influencia de este, Pisón consiguió el consulado para el año 58 a. C. junto con Aulo Gabinio, el candidato de Pompeyo. 
Al comienzo del Primer Triunvirato, César había intentado atraerse a Cicerón, llegando incluso a ofrecerle el puesto de legado, pero al verse rechazado, decidió deshacerse de él por medio del tribuno Clodio, que era su enemigo mortal. En efecto, Clodio presentó en 58 a. C. la Lex de capite civis, dirigida contra todo magistrado que hubiera hecho ejecutar sin juicio a ciudadanos romanos. Esta ley afectaba a Cicerón, que había hecho ejecutar a Catilina, y que tuvo que exiliarse y ver sus bienes confiscados.
Los dos cónsules de 58 a. C., Pisón y Aulo Gabinio, prestaron su apoyo a Clodio y se vieron recompensados al dejar el cargo, con los gobiernos de las provincias de Macedonia y Siria, respectivamente. Con este fin el tribuno presentó un proyecto de ley ante el pueblo en este sentido, aunque el Senado era el órgano constitucional para disponer de las provincias. Cicerón acusó a Pisón de transferir a su propia casa el botín de las viviendas expropiadas de Cicerón. La conducta de Pisón en apoyo de Clodio produjo un resentimiento extremo en la mente de Cicerón, como se demostró en muchas ocasiones posteriores.
Pisón gobernó Macedonia desde 57 a. C. hasta 56 a. C. donde cometió todo tipo de exacciones. En 56 a. C. el Senado romano decidió nombrar un sucesor y Pisón tuvo que renunciar y ceder el gobierno a Quinto Ancario en el año 55 a. C. 
Cicerón, que había vuelto en 57 a. C., aprovechó esta circunstancia para lanzar un virulento ataque contra él. El discurso que pronunció en esta ocasión ha llegado hasta nosotros (De provinciis consularibus), donde derrama un torrente de invectivas contra Pisón, acusándolo de todos los crímenes posibles en el gobierno de su provincia. 
Pisón, a su regreso, en 55 a. C., se quejó ante el Senado de los ataques de Cicerón, y justificó la administración de su provincia, ante lo cual Cicerón reiteró sus acusaciones en un discurso (In Pisonem), en que retrata a su enemigo con las más selectas palabras de virulencia que la lengua latina podía proporcionar. Cicerón, sin embargo, no se atrevió a llevar a juicio al suegro de César.
En 50 a. C. Pisón fue censor junto con Apio Claudio Pulcro, y llevó a cabo esta magistratura, a petición de Julio César.

## Guerra civil
Cuando estalló la segunda guerra civil, Pisón, que aún ocupaba el cargo de censor, se ofreció como mediador, pero el partido aristocrático no lo quiso escuchar. Pisón acompañó a Pompeyo en su huida de la ciudad, y aunque no fue con él hacia Grecia, todavía se mantuvo apartado de César. Cicerón en consecuencia lo elogió, y escribió a su amigo Tito Pomponio Ático, «Adoro a Pisón». Pisón posteriormente regresó a Roma, y aunque no tomó parte en la guerra civil, fue tratado con respeto por César.
Después de la muerte de César, en 44 a. C., insistió en que se llevaran a cabo sus disposiciones de manera estricta. Por un tiempo se opuso a Marco Antonio, pero luego fue uno de sus partidarios más entusiastas, y cuando este fue a la Galia Cisalpina, hacia finales de año, para proseguir la guerra contra Décimo Junio Bruto Albino, Pisón permaneció en Roma, para defender su causa y promover sus puntos de vista.
A principios del año siguiente, 43 a. C., fue uno de los embajadores enviados a Marco Antonio en 
Módena. Después de este hecho su nombre no vuelve a aparecer en los anales.
Se le atribuye la máxima

Fiat justitia, ruat coellum 
 (‘hágase la justicia, aunque se hunda el cielo’)